# 新米爾涅
46°8′24″N 29°22′21″E / 46.14000°N 29.37250°E
新米爾內（烏克蘭語：Новомирне）是位於烏克蘭西南部的村莊，由敖德萨州博爾赫拉德區的巴甫利夫卡市鎮負責管轄。該村始建於1944年，面積0.24平方公里，海拔高度28米，2001年人口20，人口密度每平方公里83.33人。